# Mit brennender Sorge
Mit brennender Sorge (v prevodu: S pekočo skrbjo) je papeška okrožnica (enciklika), ki jo je objavil papež Pij XI. 14. marca 1937.
V okrožnici je papež predstavil položaj Rimskokatoliške Cerkve v Tretjem rajhu in obsodil nacizem. Okrožnica, naslovljena na nemške škofe, je bila izdana v veliki tajnosti, kajti potrebno je bilo organizirati njeno branje v vseh nemških župnijskih cerkvah istočasno.
To je tudi ena prvih okrožnic, ki ni bila izvirno napisana v latinščini. Papež Pij XI. sam je avtorstvo pripisal takratnemu kardinalu Eugeniu Pacelliju, poznejšemu papežu Piju XII.. Prvotno besedilo okrožnice pa je leta 1937 napisal tesni zaupnik kardinala Pacellija, münchenski nadškof, kardinal Michael von Faulhaber (1869–1952), oster nasprotnik nacionalsocializma.

## Vsebina
Nacionalni socializem je podobno kot druge ideologije izvajal totalitarno (celovito) ureditev življenja človeka in družbe. Nova "vera" je namesto krščanskih simbolov uvedla nacionalne. To pa je pogubno: "Kdor pleme (raso) ali narod ali državno obliko ali nosilce državne oblasti ali druge temeljne vrednote človeškega občestva ... naredi za najvišje merilo vseh, tudi verskih vrednot in jih pogansko obožuje, ta preobrača in potvarja oni red stvari, ki ga je Bog naredil in Bog zapovedal."
Okrožnica pravi: Najvišja vrednota je lahko le Bog, nič drugega na zemlji ga ne more nadomestiti. Če postavljamo zemeljske vrednote in tudi narod nad vse, zanikujemo druge vrednote, nacionalizem pa je zanikanje drugih narodov, kajti svoje simbole pobožanstvi in jih ima kot verske.
Papež Pij XI. poudari, kako je Cerkev upala, da bo konkordat uredil odnose z nemško državo in prinesel mir, kar pa se ni zgodilo. Razgrne osnove prave vere v Boga, Kristusa in Cerkev in spregovori o protiverski gonji in pozivih k izstopu iz Cerkve v Nemčiji. Opozarja nemške katoličane in njihove voditelje, da rasizem nasprotuje božjemu otroštvu in je proti nravnemu redu, po katerem je treba presojati tudi vsak dejanski pravni red. Opominja, da je treba staršem dati pravico, da vzgajajo otroke v duhu vere in jih k temu spodbuja; mladi rod pa opozarja, naj ne sprejema teh stranpoti. Kliče duhovnike in redovnike ter verne laike, naj v luči vere iščejo resnico, naj junaško stopijo tudi na pot križa, in prosi Boga, da bi se preganjalci in zatiralci spreobrnili.